# Kees van Overveld (natuurkundige)
C.W.A.M. (Kees) van Overveld (Roosendaal, 8 november 1957 – Eindhoven, 16 december 2014) was een Nederlands natuurkundige en als docent in de ontwerpmethodologie werkzaam aan de Technische Universiteit Eindhoven (TUe).

## Levensloop
Van Overveld studeerde natuurkunde aan de Technische Hogeschool Eindhoven tot 1981 en promoveerde hier in de technische wetenschappen in 1985 op het proefschrift On an inversion procedure for nuclear transition densities. Gedurende deze periode, van 1981 tot 1985, was hij wetenschappelijk medewerker in FOM-dienst van de groep experimentele kernfysica van de T.H. Eindhoven. Hij werkte daarna als universitair hoofddocent in de Vakgroep Informatica van de TUe aan computergrafiek en simulatie. Vanaf de jaren negentig was hij onderzoeker op het gebied van 3D-televisie en later adviseur bij Philips Research. Later trad hij in dienst als docent in de ontwerpmethodologie bij het Stan Ackermans Instituut van de TUe.

Kees van Overveld was de auteur van talrijke patenten, onder andere:
- "Method and apparatus for computing a computer graphics image of a textured surface" US 6614446 B1
- "Method and device for visualizing on a two-dimensional screen a hierarchical information structure based on nodes interconnected by edges, through fisheyed representation of nodes" US 6057843 A
- "Computer graphics system and method of rendering polygons" US 20030016232 A1
- "Embedding and detecting a watermark in an information signal" US 20010032315 A1
- "Computer graphics animation method and device" US 6515668 B1
- "Method and system for providing a user profile" US 7010547 B2